# 长发镇 (昌图县)
长发乡，是中华人民共和国辽宁省铁岭市昌图县下辖的一个乡镇级行政单位。

## 行政区划
长发乡下辖以下地区：
长发村、深井村、王子村、翟家村、西嗄村、董家村和三合村。